# Lelystad
Lelystad  è una municipalità ed una città dei Paesi Bassi di 77 095 abitanti (2017) situata sull'isola di Flevopolder, capoluogo della provincia di Flevoland.
Lelystad deve anch'essa il proprio nome a Cornelis Lely, progettista e promotore dei lavori dello Zuiderzee.

## Sport
La locale squadra di football americano, i Lelystad Commanders, ha vinto 2 volte la EFAF Atlantic Cup.

## Infrastrutture e trasporti
L'aeroporto di Lelystad (IATA: LEY, ICAO: EHLE) è un aeroporto situato a 6,5 km SSE dalla città di Lelystad. è il più grande aeroporto di aviazione generale dell'Olanda ed è amministrato dalla stessa società dell'aeroporto di Schipol.